# 민법의 3대 원칙
민법의 3대 원칙(民法의 三大原則)은 민법 전반에 적용되는 원리이다.
근대 사법(私法)은 봉건적 속박으로부터 벗어난 자유롭고 독립적인 개인을 기본적 요소로 삼는 개인주의에 입각하고 있다. 민주주의는 본시 자유와 평등을 기본이념으로 삼는 것인 만큼, 민주주의를 지향하는 한 개인주의는 어디까지나 유지되지 않을 수 없는 것이다. 근대민법은 자유와 평등이라고 하는 그 이념의 표현으로서 사소유권절대의 원칙, 사적 자치의 원칙, 자기 책임의 원칙을 제창하여 왔다.
그러나 개인주의 이상의 구체적 표현인 위의 3대원칙도 각 개인의 재력의 차이가 점점 커짐에 따라 이 사상은 부한 자를 보호하는 데는 매우 유리하였지만, 경제력이 약한 자에게는 도리어 압박을 가하는 구실을 하게 되었다. 이에 따라 재산권의 절대성뿐만 아니라 공공성을 고려하게 되었다. 사적 자치의 원칙은 약자를 보호하기 위해 국가가 필요한 간섭을 해야 한다는 생각에 따라 수정됐다. 그리고 일정한 경우에는 무과실책임을 인정해 가해자에게 과실이 없더라도 배상책임을 지게 함으로써 피해자가 겪는 심한 불공평을 줄이게 됐다.

## 근대 민법의 3대원칙
근대민법은 자유와 평등이라고 하는 그 이념의 표현으로서 다음과 같은 3대원칙을 제창하여 왔다.

### 소유권 절대의 원칙
민법은 각 인격에게 명확한 이익범위를 보장한다. 이것이 곧 권리이다. 따라서 권리는 근대사법에서 가장 기초를 이루는 개념이며, 근대사법은 권리의 체계로서 구성되어 있다. 그리고 권리 중에서 가장 대표적인 것이 소유권이므로 사적 소유권의 독점적 배타성을 '소유권 자유의 원칙' 또는 '절대(絶對)의 사소유권(私所有權) 원칙'이라고 부른다.

### 사적 자치의 원칙(계약 자유의 원칙)
자유로운 인격(人格)인 각 개인은 그 자유로운 의사에 의하여 권리를 취득하고 또 상실한다. 이와 같이 자기의 권리·의무가 자기의 의사에 의하여 취득·상실된다는 원칙을 '사적 자치(私的 自治)의 원칙'이라고 부르며, 또 '개인 의사 자치의 원칙'·'법률행위 자유의 원칙'이라고도 부른다. 그리고 법률행위 중에서 가장 대표적인 것이 계약이기 때문에, 이 원칙은 흔히 '계약 자유의 원칙'이라고도 부른다.

### 자기 책임의 원칙(과실책임주의)
그러나 이러한 자유도 이른바 시민사회 내에서의 자유인 것이며 따라서 무제한의 자유일 수는 없다. 그것은 타인의 자유와 조화될 수 있는, 즉 타인의 재산을 존중하고 약속을 지키고, 타인의 생활권에 부당하게 간섭하지 않는 범위 내에서만 인정될 수 있는 자유이다. 스스로 이 조화를 깨뜨리는 자는 그로 말미암아 타인에게 가한 손해를 배상하지 않으면 안 된다. 그러나 책임을 지는 것은 자기에게 책임있는 사유(고의 또는 과실)로 인한 행위에 의하여 손해가 생긴 경우에 한하고, 그렇지 않을 경우에는 책임을 지지 않는 것이 원칙이다.

## 3대 원칙에 대한 수정
그러나 개인주의 이상의 구체적 표현인 위의 3대원칙도 자본주의의 발달에 따라 상당한 수정을 받지 않을 수 없게 되었다.

### 소유권 공공복리의 원칙

##### ->재산권의 공공성 고려
먼저 사유재산 절대의 사상이 수정을 받지 않을 수 없게 되었다. 프랑스혁명 당시에는 '소유권은 신성불가침'이라고 생각되었다. 그러나 각 개인의 재력의 차이가 점점 커짐에 따라 이 사상은 부한 자를 보호하는 데는 매우 유리하였지만, 경제력이 약한 자에게는 도리어 압박을 가하는 구실을 하게 되었다. 여기에서 차차로 사유재산권이 오로지 그 권리자만을 위한 것이 아니라, 동시에 사회공공을 위하여 이바지하는 것이 아니면 안 된다고 생각되게 되었다.
대한민국 헌법은 '모든 국민의 재산권은 보장된다'고 규정하지만, 이어서 '그 내용과 한계는 법률로 정한다'고 규정하며(헌 23조 1항) 이 헌법 규정에 의거하여 민법은 소유권의 내용을 규정하고 있다(민 211조). 그리고 헌법은 이어서 '재산권의 행사는 공공복리에 적합하도록 하여야 한다(헌 23조 2항)'고 규정함으로써 대한민국도 이미 소유권 개념이 다분히 사회화하고 있음을 보여주고 있다.

### 계약 공정의 원칙

##### ->부당한 계약에 국가 개입
또 계약자유의 원칙은 각인의 재력이 대체로 비등비등하다는 것을 전제로 하여 생활관계의 형성을 각 개인의 자유의사에 맡기는 것이 가장 좋다고 생각하였던 것이다. 그러나 위에 말한 바와 같이 각인의 빈부의 차이가 커지게 되자 빈자와 부자 사이의 형식상의 계약의 자유라고 하는 것은 결코 양자간의 실질적인 자유와 평등을 의미하는 것이 될 수 없고, 빈자는 부자의 횡포 밑에 압박을 당하는 결과를 가져오게 되자 강자의 횡포를 억제하고, 약자를 보호하기 위해 국가가 필요한 간섭을 하지 않을 수 없게 되었다.

### 무과실 책임의 원칙

#### ->무과실 책임 일정부분 인정
자기책임의 원칙도 경제적으로 윤택한 가해자가 과실 없다는 이유로 아무런 책임도 지지 않고, 반면에 손해를 입은 자는 아무런 보호도 받지 못한다고 하는 것은 심히 불공평한 일이 아닐 수 없게 되었다. 그래서 일정한 경우에는 가해자에게 과실이 없더라도 배상책임을 지게 함으로써 심한 불공평을 어느 정도 완화하는 길이 마련되었다.
자기책임의 원칙에 관해서 보건대, 이것은 사적 자치의 원칙으로부터 당연히 나오는 것으로 대한민국 민법도 원칙적으로는 과실책임주의를 견지하고 있지만(민 750조), 일정한 경우에 손해배상액의 경감(輕減)청구를 인정하고 있다(민 765조). 그리고 제한된 범위 내에서 무과실책임을 인정하기도 한다(민 756조, 758조).